# Horné Turovce
Horné Turovce (em húngaro: Felsőtúr; alemão: Oberthur) é um município da Eslováquia, situado no distrito de Levice, na região de Nitra. Tem 12,97 km² de área e sua população em 2018 foi estimada em 583 habitantes.

## Demografia
| Ano:        | 1994 | 2004   | 2014   | 2024   |
| ----------- | ---- | ------ | ------ | ------ |
| Broj ljudi: | 638  | 603    | 598    | 558    |
| Razlika:    |      | -5,48% | -0,82% | -6,68% |

| Ano:               | 2023 | 2024   |
| ------------------ | ---- | ------ |
| Número de pessoas: | 567  | 558    |
| Diferença:         |      | -1,58% |